# Marek Macko
Marek Macko – polski inżynier, dr hab. nauk technicznych, profesor nadzwyczajny Instytutu Mechaniki i Informatyki Stosowanej Wydziału Matematyki, Fizyki i Techniki Uniwersytetu Kazimierza Wielkiego.

## Życiorys
W 1988 ukończył studia w Wyższej Szkole Pedagogicznej w Bydgoszczy, natomiast w 1997 studia w zakresie mechaniki i budowy maszyn w Akademii Technicznej i Rolniczej im. J. J. Śniadeckich w Bydgoszczy. 24 października 2000 obronił pracę doktorską Wpływ cech konstrukcyjnych zespołu wielotarczowego na charakterystyki użytkowe procesu rozdrabniania rurowego recyklatów tworzyw sztucznych, 30 maja 2014 habilitował się na podstawie oceny dorobku naukowego i pracy. Został zatrudniony na stanowisku adiunkta w Instytucie Techniki na Wydziale Matematyki, Fizyki i Techniki Uniwersytetu Kazimierza Wielkiego.
Objął funkcję profesora nadzwyczajnego Instytutu Mechaniki i Informatyki Stosowanej Wydziału Matematyki, Fizyki i Techniki Uniwersytetu Kazimierza Wielkiego, oraz wiceprezesa zarządu Fundacji Rozwoju Mechatroniki i prodziekana na Wydziale Matematyki, Fizyki i Techniki Uniwersytetu Kazimierza Wielkiego.
Piastuje stanowisko prezesa zarządu Fundacji Rozwoju Mechatroniki, a także prorektora na Uniwersytecie Kazimierza Wielkiego.

## Publikacje
- Analiza procesu rozdrabniania wielokrawędziowego rurowych recyklatów z tworzyw polimerowych[1]
- Competitive Design of Shredder for Plastic in Recycling[1]
- Badania eksperymentalne a wirtualne w inżynierii żywności[1]
- 2007: The Semi-intelligent Cells for recycling in the Context of LCA[1]
- 2009: Modeling of comminution of non-brittle materials[1]
- 2009: Analizy numeryczne wybranych konstrukcji rozdrabniacza[1]